# 中国铁路列车车次
中国铁路列车车次是前中華人民共和國铁道部、现中国铁路总公司对不同行驶方向、不同车种、不同行驶区段和不同运行时刻的列车编订的标示码，以方便区别。

## 概要
车次用拉丁字母和阿拉伯数字表示，按行驶方向的不同以单双数来区别。當列车行驶方向为线路的上行方向，车次的数字为双数；反之经线路下行方向运行，车次的数字为单数。如果列车在运行途中由上行变成下行或由下行变成上行，都要更换车次。列车运行方向的上行或下行方向依以下几个方针界定：
- 以北京为中心，從北京始发的列车為下行，開往北京方向的列車為上行。
- 在连接北京的铁路干线上往北京方向运行为上行，反之下行。
- 如果所經鐵路與北京不連通或為支線，則以朝向北京的幹線方向為上行，背離北京幹線方向為下行。
- 在同一条铁路线上，由靠近线路起点的车站开往靠近线路终点的车站为下行，反之为上行。

中国境内现行运营里程最长的车次为广州站至拉萨站的Z264/265、Z266/263次列车，运行全程为4980公里，途径广东省、湖南省、湖北省、河南省、陕西省、甘肃省、青海省及西藏自治區共八个省区。运行时间最长的车次则为杭州站至阿克苏站的K594/5次列车，全程运行68小时17分。

### 复车次
在实际运行中，一趟列車在一個方向可能會使用兩個或更多的車次。例如，由北京西发往南宁的T289/288次列车，在北京西至玉林(不含)之间，经京广铁路、湘桂铁路、益湛铁路、马玉铁路，均属下行并使用T289的车次。到达玉林站后，列车转向黎湛铁路并变为上行，换用车次T288。到达黎塘站后，列车下行，重回湘桂线，再次使用车次T289直至抵达终点站南宁。而南宁到成都的K142次列车，中途经过黔桂铁路的起点柳州站，所以在柳州至贵阳段车次变换为K143；在贵阳至重庆段该车变换回K142；但由于在成都铁路局内运行时间非常长，如果只用两个车次则会令第二天的车车次重复，容易造成混淆，所以列车到达重庆站的时候，车次会变成K140，而不是继续使用K142。相同的情况在一些需要在某局运行长时间的列车也有出现。而占用车次最多的列车曾是北京-丹东的2251/53/56/57次与丹东-北京的2258/55/54/52次，共占用8个车次。
根据铁道部的技术管理规程，列车的运行方向以铁道部的规定为准，但枢纽地区的列车运行方向则由各铁路局规定，即可以人为规定上下行方向，而非按照以上准则。例如南京西站至南京站的线路在南京站与京沪铁路连接，如列车由南京西站开往南京站，理论上为上行，但因为此线路位于南京枢纽中，因此列车经由此线路运行时可以不更改车次。另外，在个别区间，使用直通车次时，可与规定方向不符。又例如北京地下直径线中，北京西站至北京站方向既有单数车次（如Z621次列车，市郊铁路S1线列车）、也有复数车次（K7752次列车）列车开行，反之亦然。

## 旅客列车
除了以阿拉伯数字來表示车次外，部分客车车次还在阿拉伯数字前加上代表列车种类的汉语拼音的首字母，但在广播时，铁路部门要读成车种首字发音；例如，T读“特”、K读“快”、L读“临”。
另外，“管内”表示列车行驶区段在同一个铁路局的管辖范围之内，而与之相对的“直通”，则代表列车运行区段超过一个局的管辖范围。

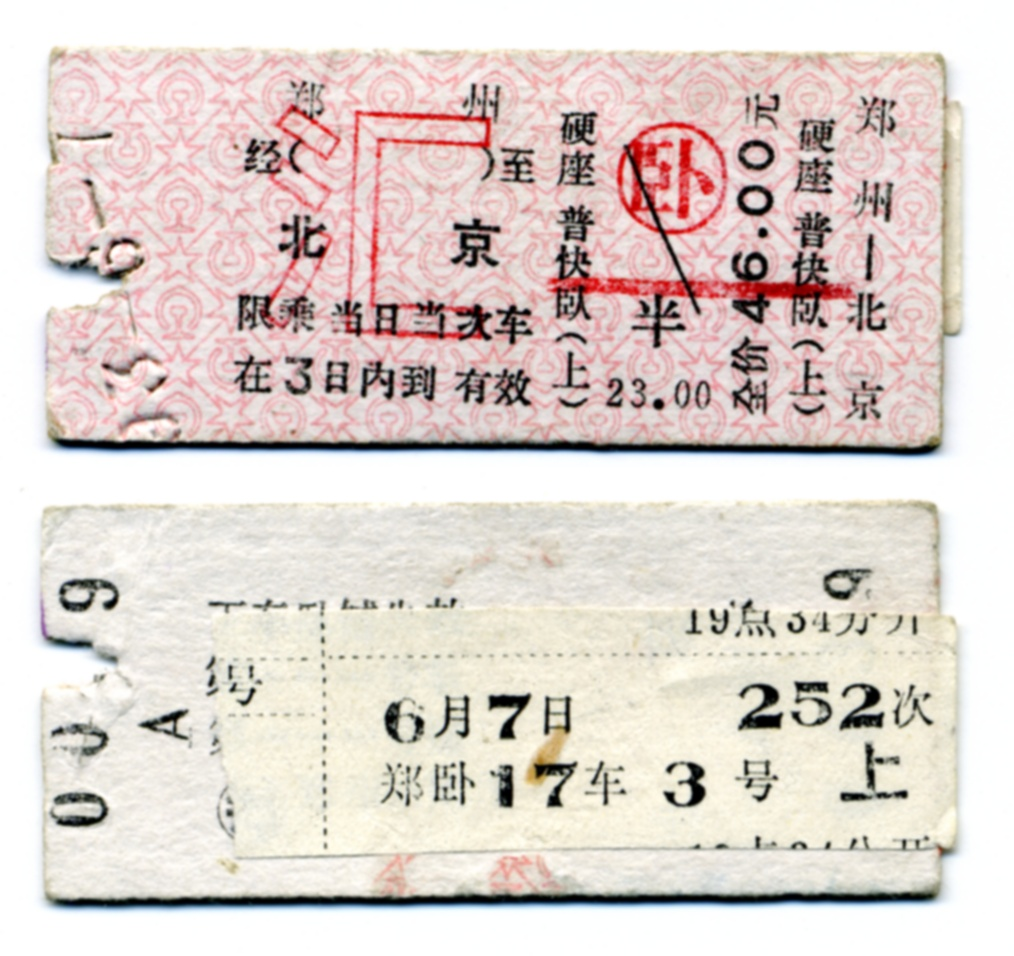
1990年代初的郑州至北京252次（今K180次）硬臥車票正反面

### 历史

#### 1950年代到1990年代
中华人民共和国建国后，由1950年代初至1990年代初期，中国铁路客运车次一直变化不大。按当时的规定：
- 1～98次为“直通旅客特别快车”，简称“特快”，一般开行于北京与中国大陆各大城市，以及国际列车，列车牌上有两道红线。
- 101～298次为跨铁路局的“直通旅客快车”，简称“直快”，列车牌上有一道红线。 其中，101～198为跨两局以上的直快列车；201～298为跨两局的直快列车。
- 301～398次为铁路局管辖范围的管内普通旅客快车，简称“普快”。
- 401～498次（或448次）是跨铁路局的“直通旅客慢车”简称“直客”。
- 501（或451次）～558次是铁路局管辖范围内的管内旅客慢车，简称“普客”。
- 601～678次是临时旅客慢车。往往是“棚代客”。
- 681～698次是客车和货车混合装运列车，简称“混合车”，这种车次只出现在铁路专用线和铁路支线上，数量不多。
- 701～748次是大城市的市郊通勤旅客慢车，简称“市郊车”。
- 游1--游48次是旅游列车
- 回送客车底列车：固定车次为原车次加：8000
- 不固定车次 ：8601--8678
- 快运货物列车 751--768
- 快运零担列车 771--798
- 始发直达列车 801--898
- 空车直达列车 901--998
- 石油直达列车 001--098
- 技术直达列车 1001--1098
- 直通货物列车 1101--1998
- 区段货物列车 2001--2998
- 沿途零摘列车 3001--3098
- 摘挂货物列车 3101--3198
- 区段小运转列车 3401--3498
- 枢纽小运转列车 3501--3998
- 单机 4001--4098
- 补机 4301--4398
- 试运转列车 5001--5198
- 轻油动车或轨道车 5101--5198
- 路用列车 5201--5298
- 回送入厂列车 5301--5398
- 救援列车 6001--6098
- 进口机械保温列车（B16、B17、B18、B20） 6201--6398
- 整列冰保 6401--6498
- 国产机保（B19） 6501--6598
- 超限货物列车 7001--7098

#### 1997年至2000年
1997年4月1日，中国铁路实施第一次大面积提速，旅客列车车次有了较大变化。
- 1～198次为跨局特别快车，
- 201～298为管内特别快车，
- 301～598次为跨局直通旅客快车，其中跨三局及以上为301～498次，跨两局为501～598次。
- 601～698次为管内旅客快车。
- 701～748次为直通旅客列车，
- 751～898次为管内旅客列车，
- 901～948次为市郊旅客快车，
- 951～998次为混合列车。

同时，由于多种新型列车的出现，故新增高速列車G1～2次（但速度只等同現今的普通動車組列車，只推出兩年即廢止）、准高速列车Z1～Z98次、快速列车K1～K298次和旅游列车Y1～Y298，其中跨局直通为Y1～Y198次、管内为Y201～Y298次。需要注意的是，K字头的快速列车比特快列车的级别更高，这与此前、此后的用法都截然相反。

#### 2000年之后
2000年10月21日，中国铁路实施第三次大提速，其中一个较大的变化是列车分类和列车车次的变化。随着铁路客货运量的不断增长，旅客列车数量的不断增加，原有的列车分类和列车车次已无法满足需要。为规范管理，适应市场营销需求，铁道部重新修订了列车分类和列车车次。新的列车车次将传统的快速列车、特快列车、直快列车、普通客车、混合列车、市郊列车、军运人员列车七个等级调整为三个等级，即特快旅客列车、快速旅客列车、普通旅客列车（包含普通旅客快车和普通旅客慢车），并对特快和快速列车车次冠以汉语拼音字母前缀。此前，特快、普快、普客列车车次并没有以字母区分，因此不同铁路局存在相同车次号的情况；改用字母后一段时间，经过调整，重号现象消除。

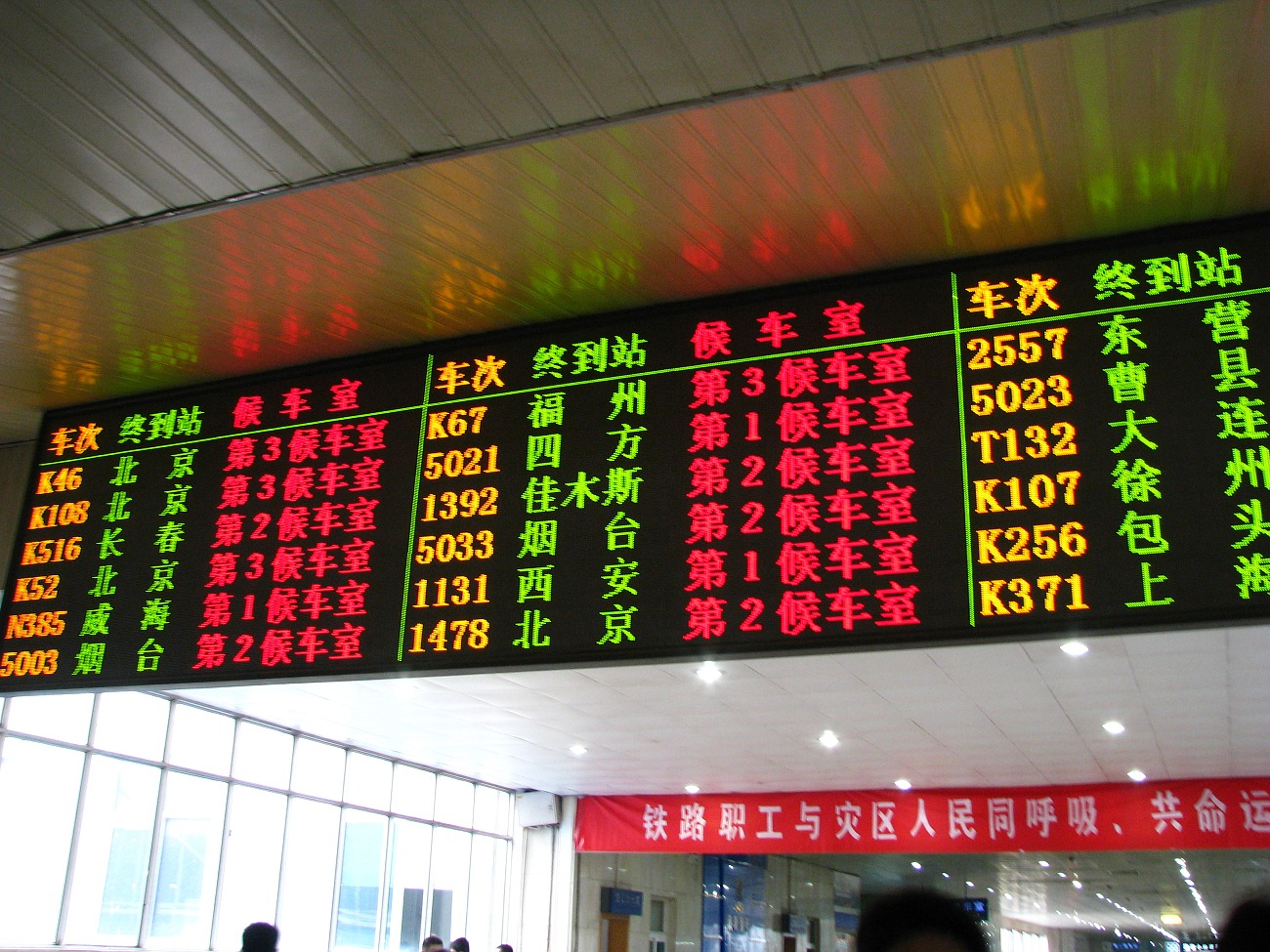
济南站候车室内列车信息显示屏上的列车车次，包含的列车车次有普通旅客快车（普快）、快速旅客列车（K）和特快旅客列车（T）
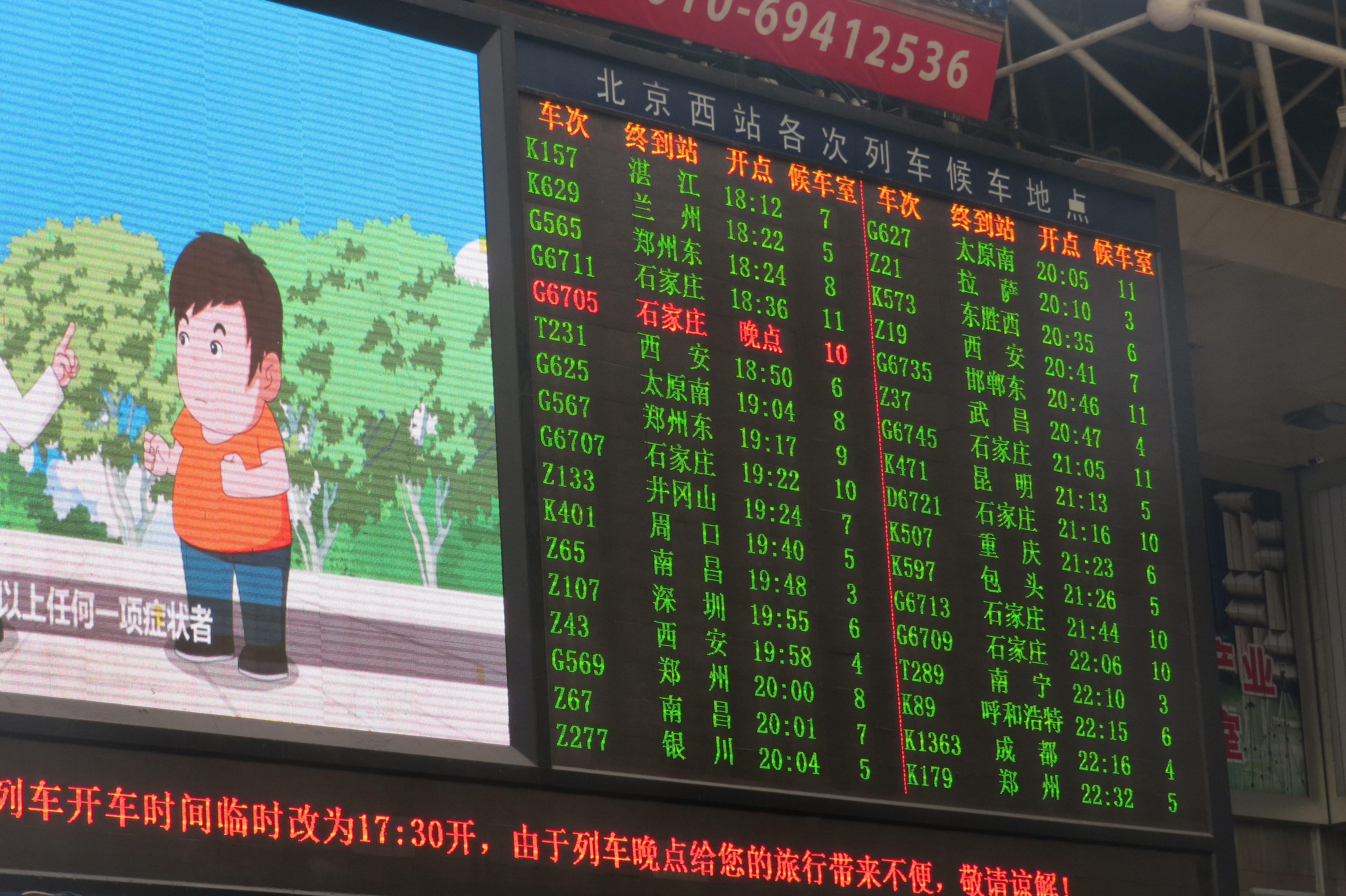
北京西站候车室内列车信息显示屏上的列车车次，包含的列车车次有快速旅客列车（K）、特快旅客列车（T）、直达特快旅客列车（Z）、动车组旅客列车（D）和高速动车组旅客列车（G）

### 现行
以下旅客列车等级自2014年12月10日起执行。

#### （G开头）高速动车组旅客列车
1998年，中國首款應用高速動車組-新時速在廣九直通車投入服務，採用G1/2班次，時速約200公里，成為中國首個高速动车组列車班次（但以目前標準，只等同車次為D、時速為200-250公里的普通動車組列車）。後來，由於廣九直通車降低運行速度，G車次從2000年起一度被取消9年。後來，铁道部在2009年4月1日重新使用G车次，用于最高時速高於300公里的高速动车组旅客列车，同时部分平均时速为200公里或以下的动车组列车也使用G车次。“G”字头车次在2009年12月26日武广客运专线开通起开始重新使用，最高运行速度为“350km/h”。车次总范围为G1-G9998，其中G1—G4000為直通图定，G4001—G4998为直通临客，G5001—G9000為管內图定，G9001—G9998为管内临客。“G”读“高”。

#### （C开头）城际动车组旅客列车

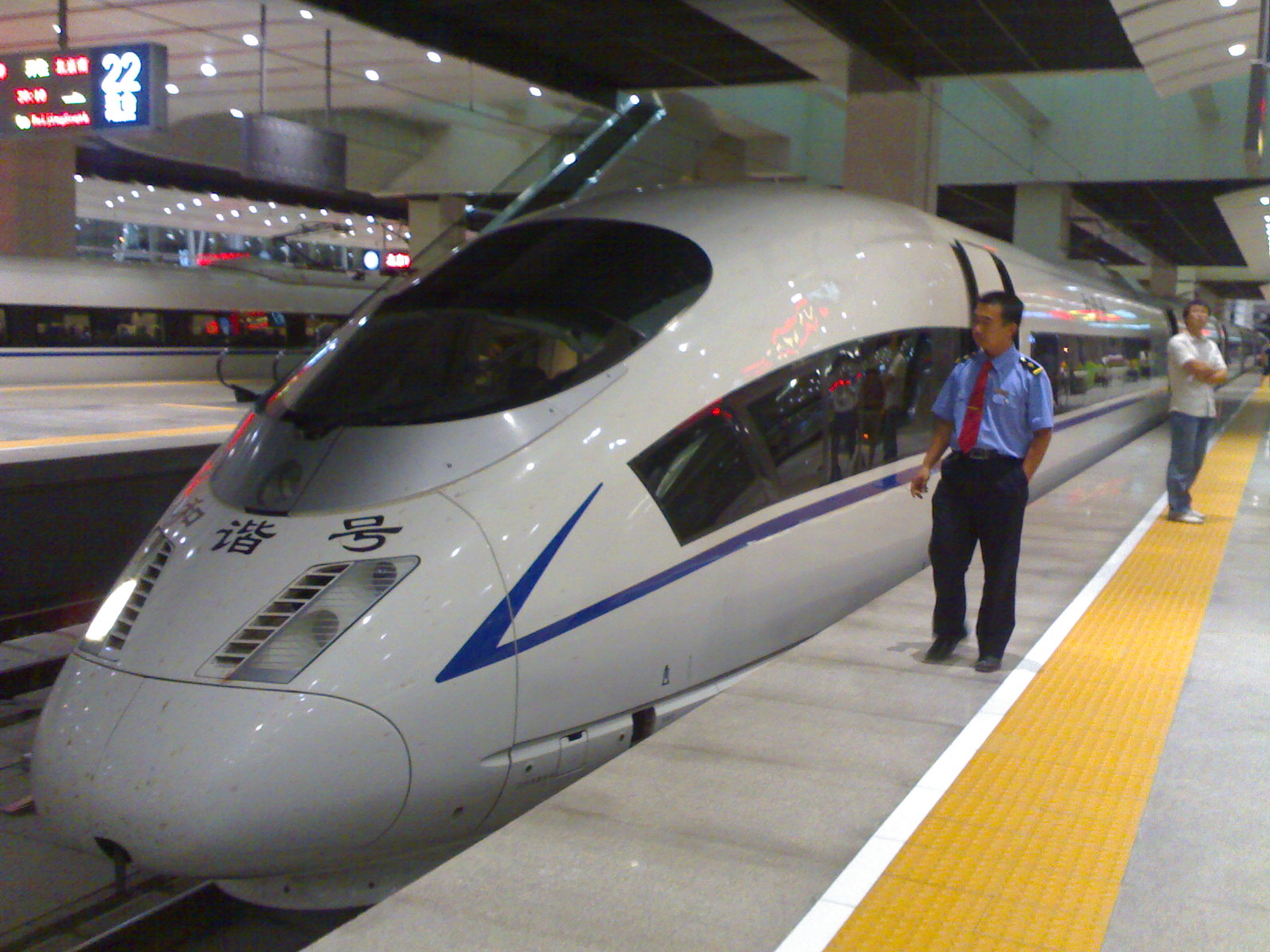
京津城际铁路的CRH3C型动车组

于2008年8月1日随京津城际铁路开始对公众运营而新增的车次，以C字头加上四位数字，代表运行距离较短、以管内列车为主的城际动车组，最高运行速度为300km/h，但2012年9月份开通最高时速仅160km/h的金山铁路支线亦使用了“C”字头的车次。车次总范围为C1001-C9998，不分直通、管内，其中，C9001—C9998为临客。
2021年10月11日起，所有在路局管内开行的、由复兴号CR200J型动车组担当的车次均统一为C字头+三位数编码，以与在客运专线上运营的动力分散式动车组车次作出区分。这类列车的最高运行速度为“160km/h”，大多在既有线、新建客货混跑线路以及设计标准较低的客运专线上运行，主要服务于路局管内大城市间的旅客运输。“C”读“城”。

#### （D开头）动车组旅客列车
1999年10月10日，哈尔滨铁路局使用新购置的4列NYJ1型柴油动车组开行哈尔滨至齐齐哈尔、牡丹江、绥化、佳木斯的动车组列车，最高运行速度为140km/h，车次使用D字头+两位数编码，其中哈尔滨到牡丹江为D61—D64，哈尔滨到绥化为D73—D78，哈尔滨到齐齐哈尔为D81—D88，哈尔滨到佳木斯为D91—D94。2000年10月21日中国铁路第三次大提速以后，改用特快列车车次。
2007年4月18日中国铁路第六次大提速起出现的D字头列车，均使用和谐号或复兴号动车组运行，最高速度为200～250km/h。其中D1—D4000为直通图定，D4001—D4998为直通临客，D5001—D9000为管内图定，D9001—D9998为管内临客。
2019年1月起开行的复兴号CR200J型动车组型动车组也采用了D字头车次，这类列车最高运行速度为“160Km/h”，主要运行于既有线以及设计标准较低的客运专线上，使用D701-D898号段。2024年1月起，跨局開行的動力集中列車組改用D1-D300號段。“D”读“动”或“动车”。

#### （Z开头）直达特快旅客列车

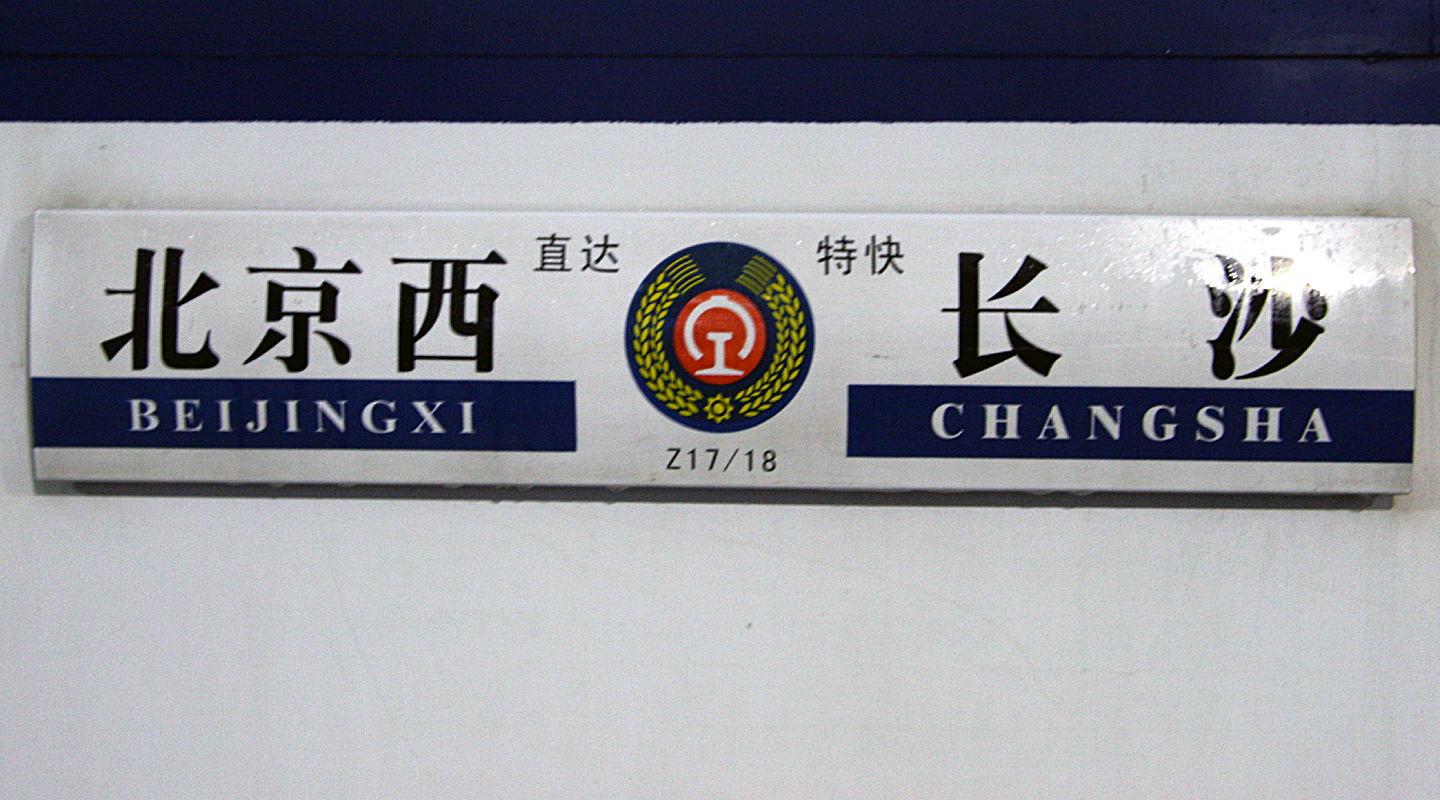
Z17/18次列车

为2004年4月18日中国铁路第五次大提速后新开行的夕发朝至跨局空调列车，最高时速160公里。最初以“点到点”的模式运行，大部分直达特快车次全程一站直达，另有部分车次在中途会停靠沿途重要车站，以及中途必须技术停车的车站；2014年12月10日运行图调整后，中国铁路所有使用25T型客车的旅客列车均为直达特快旅客列车，其停站模式已不再以直达为主。
直达特快旅客列车是中国首次实行单司机值乘、长途列车中途换班的运行方式，牵引机车通常为东风11G型内燃机车、韶山7E型电力机车、韶山8型电力机车（城际直通车在广深铁路及东铁线上专用10辆机车）、韶山9型电力机车、韶山9G型电力机车、和谐1D型电力机车、和谐3D型电力机车、复兴1型电力机车和复兴3型电力机车，车体则大多使用25T型客车。
特别的，由于青藏高原地区环境和气候条件的特殊性，行经青藏铁路、拉林铁路及拉日铁路的所有客运列车均采用了增氧型25T型客车。因此，行经上述三条铁路的旅客列车（含各站停车列车）均采用Z字头车次。
直达特快列车的车次总范围为Z1-Z9998，其中Z1—Z4000为直通图定，Z4001—Z4998为直通临客，Z5001—Z9000为管内图定，Z9001—Z9998为管内临客。“Z”读“直”，速度标尺为“160km/h”。

#### （T开头）特快旅客列车

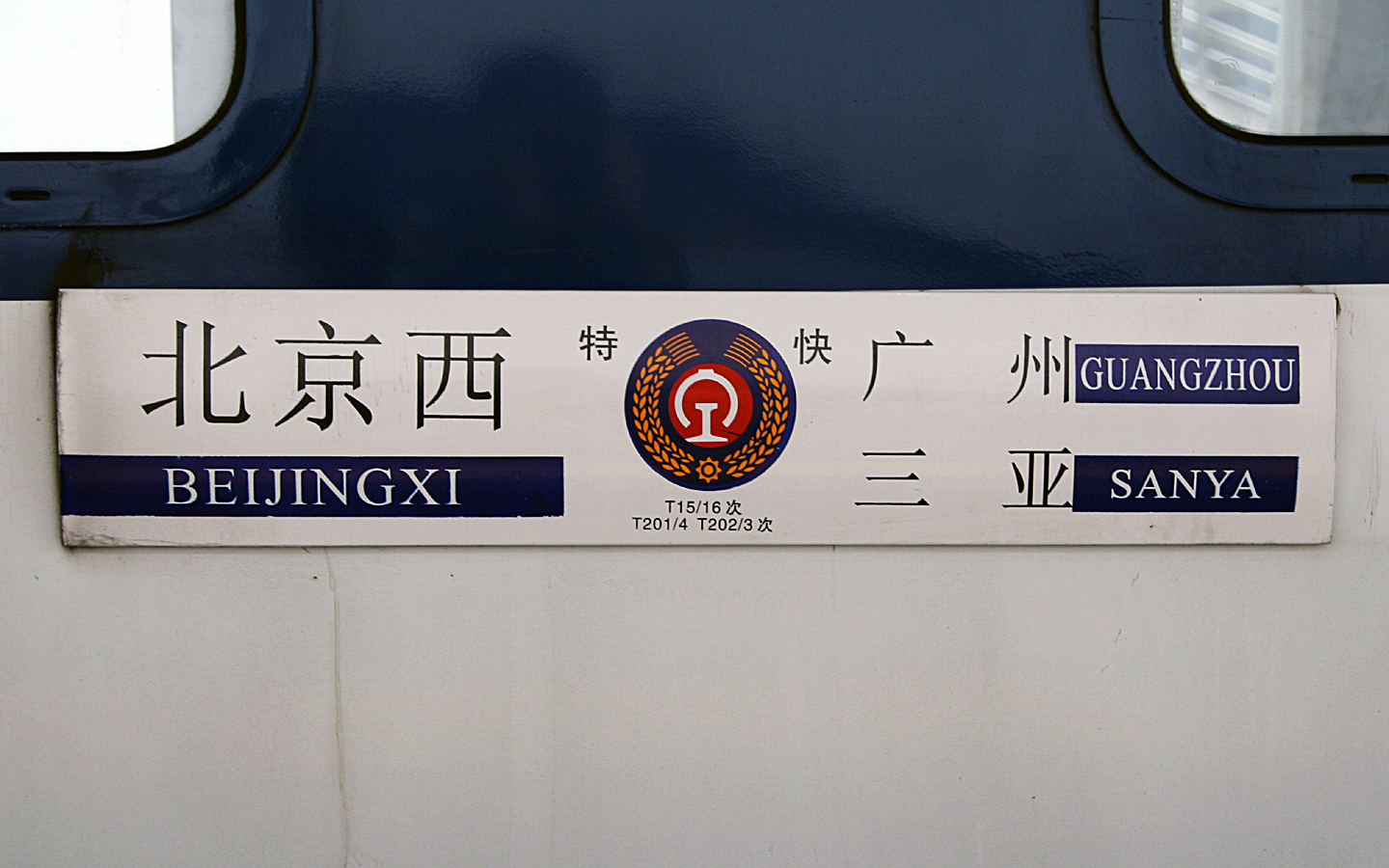
T15/16次列车和T201/202次列车的共用水牌

为2000年10月21日中国铁路第三次大提速起新增的车次。特快旅客列车一般全程只停省会城市、副省级市和少量主要地级市等特大站，大部份均为空调列车，在线路条件容许情况下最高时速140公里。2014年12月10日运行图调整后，由于所有使用25T型客车的特快列车全部升级为直达特快，目前特快列车一般仅指使用25K型客车的旅客列车，仅有沿途线路条件不佳的列车采用25G型车厢。
车次总范围为T1-T9998，其中T1—T3000为直通图定，T3001—T3998为直通临客，T4001—T4998为管内临客，T5001—T9998为管内图定。“T”读“特”，速度标尺为“140km/h”。

#### （K开头）快速旅客列车

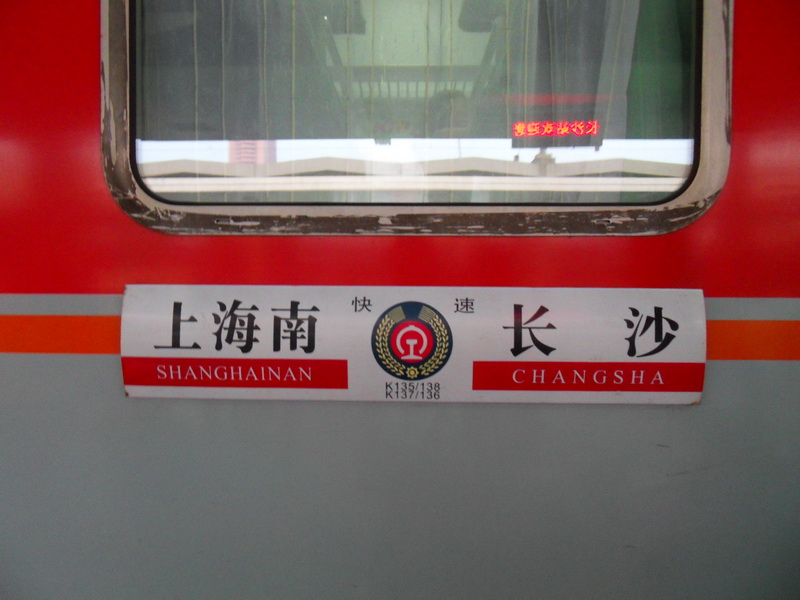
K135次快速列车

为1998年10月1日中國鐵路第二次大提速起新增的车次，但快速列车的等级多年以来有很大变化。目前的快速列车一般全程停靠地级市和以上级别城市的中大站、特大站，95%以上为空调列车。
车次总范围为K1-K9998，其中K1—K4000為直通图定，K4001—K4998为直通临客，K5001—K6998为管内临客，K7001—K9998為管內图定。“K”读“快”，速度标尺为“120km/h”。
在2000年10月21日中國鐵路第三次大提速前，“K”字头列车的等级相当于现时的特快列车，是在第二次大提速时将部分车次小于200的特快列车一律在原车次前加上代表快速列车的英文字母“K”。2004年4月18日中國鐵路第五次大提速前，跨局快速和管内快速列车车次均为“K”字头，此后由于快速列车不断增加，自第五次大提速起将跨局快速和管内快速车次分开，新增代表管内快速列车的“N”字头车次，此后“K”字头车次单指跨局快速列车。至2009年4月1日起，铁道部调整旅客列车车次后，跨局和管内快速列车均为“K”字头车次。
管内图定列车号段范围：
- 哈局 K7001—K7298
- 沈局 K7301—K7598
- 京局 K7601—K7798
- 太局 K7801—K7898
- 呼局 K7901—K7998
- 郑局 K8001—K8048
- 武局 K8051—K8148
- 西局 K8151—K8248
- 济局 K8251—K8348
- 上局 K8351—K8698
- 南局 K8701—K8798
- 广局 K9001—K9298
- 宁局 K9301—K9348
- 成局 K9351—K9598
- 昆局 K9601—K9648
- 兰局 K9651—K9698
- 乌局 K9701—K9798
- 青藏 K9801—K9848

#### （Y开头）旅游列车

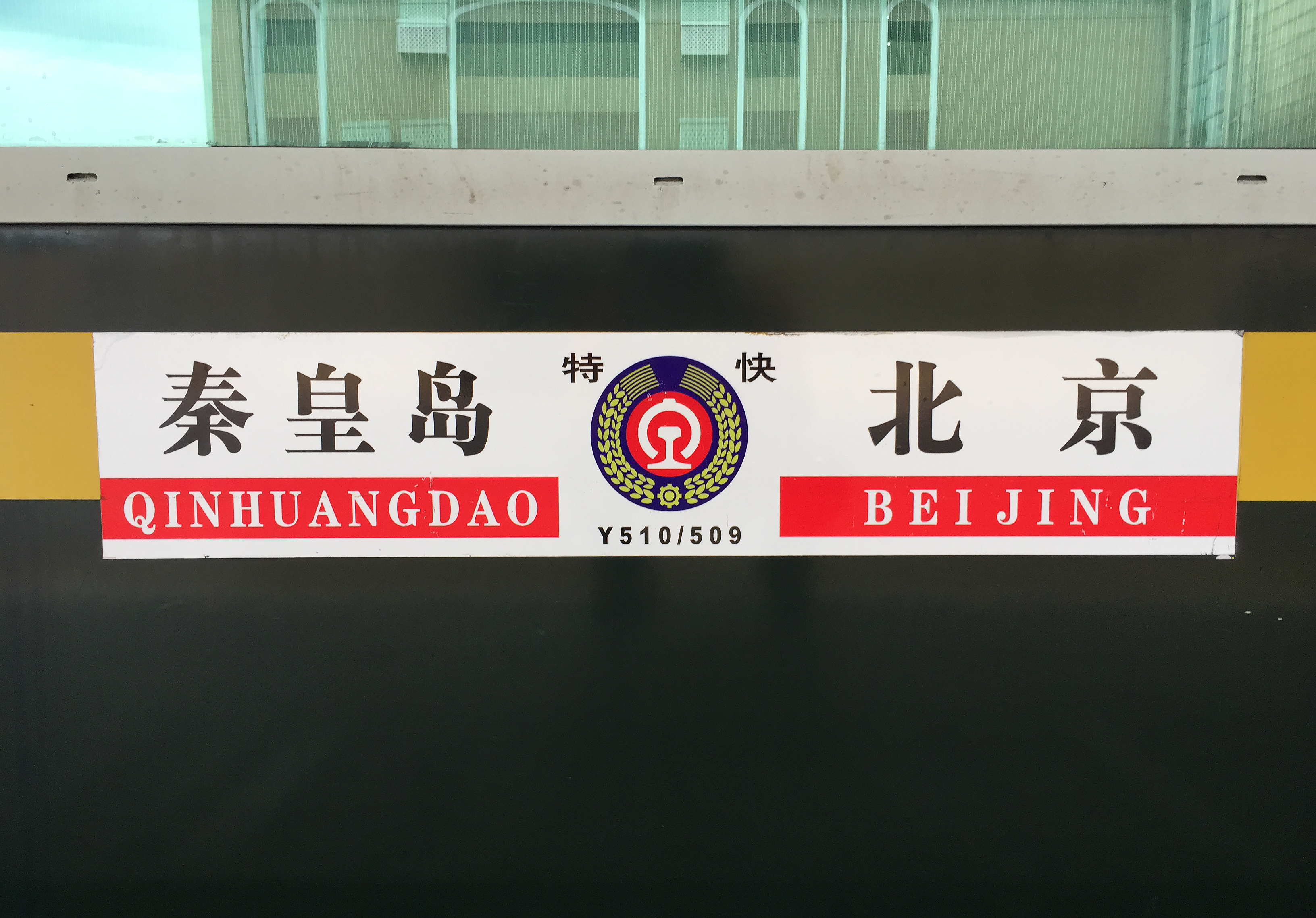
Y509/510次列车的水牌，可见这对图定旅游列车被标注为特快列车

临时旅游列车主要为旅游高峰客流而开行的旅客列车，也可以是旅行社向铁道部申请组织成团包车而开行的旅游专列。目前仅有少数列车使用“Y”字头车次，例如轉型為市郊通勤路線之前的北京市郊铁路S2线（轉型為市郊通勤路線之后车次变为S201至S232次）、北京到秦皇岛间的Y509/510次（仅春运期间停运，其余时间图定）、兰州到敦煌间的Y667/668次（2014年7月起图定）。
车次总范围为Y1-Y998，其中Y1-Y500为跨局，Y501-Y998为管内旅游列车。“Y”读“游”，速度标尺为“120km/h”。
临时旅游列车车次范围历来争论较大，一个典型的与实际情况不符的例子即，北京铁路局先后使用了应属于哈尔滨铁路局的Y501-Y530范围车次，开行了Y509/510（北京-秦皇岛）、Y501/2（北京西-衡水）、Y503/4（衡水-石家庄北）、Y505/6（北京-张家口南）的图定旅游列车。

#### （L开头）临时旅客列车

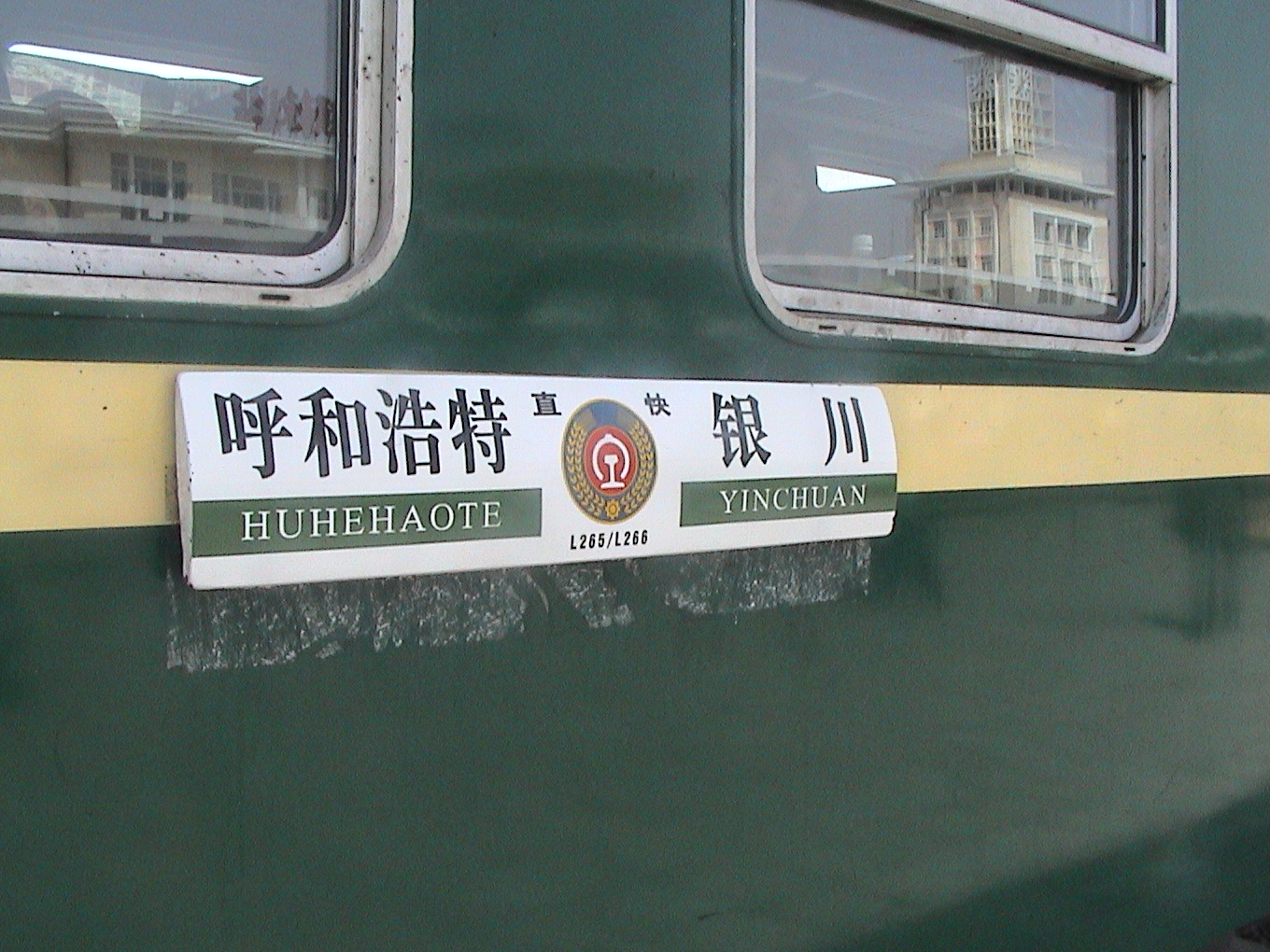
呼和浩特—银川的L255/L256次临时列车

一般在春运、暑运、国庆长假等客流高峰时候开行的临时旅客列车，停靠县级市以上级别城市的站点，按普通旅客快车等级运行和调度。不少临客列车都没有空调。由于临客列车的客流对象一般是回乡或去城市打工的民工（尤其在春节前后），因此也被称为「民工专列」。
车次总范围为L1-L9998，其中L1-L6998为直通，L7001-L9998为管内。“L”读“临”，速度标尺为“100km/h”。
临时旅客列车，还可分为图定临时旅客列车、图外临时旅客列车。其中图定临时旅客列车，是指排入铁路列车运行图，长期开行；图外临时旅客列车是指在节假日客运高峰，通过占用货运列车运行时段、铁路线路维护天窗时段而开行的旅客列车。临时旅客列车的车次往往以字母L开头。但是，春运时通过延长或立即折返图定旅客列车而增开的车次，仍然沿用T字头、D字头、Z字头等等。例如，长春-北京间的Z211/2次，在春运时通过到达终点站后白天折返运行而增开了Z4063/4次临客。Z61/2次，白天折返增开了Z4061/2次。自2014年起，L字头临客已很少出现。不过，在2024年7月4日至7月6日期间，增开了L7437/38次列车从北京西站开往大涧站。
除了L字头的图外临客，历史上还开行过A字头的图外临客。A字头的图外临客是“按需开行”的“按”字的首字母，即在春运前已经排好了L字头临客，后来由于铁路客流超出预计需要再额外增加的临客。春运时，铁路系统除了图定列车、公布增开的L字头临客，还会储备一批车体与列车乘务组作为不时之需的预备。在某个铁路客运枢纽城市（如北京、广州、上海等）发生预期之外的客流积压时，把这些处于待命状态的客运列车车体、乘务员组增派上去疏解客流，这就是“按需开行”。因此也有人称A字头临客为“临外临”。A字头临客跨多个铁路局管段运行很常见，如武昌至温州、北京至哈尔滨。
2007年4月18日，全国铁路运行图调整后，A字头车次表示为路局管内临客。 车次范围为L1-L998与A1-A998。2009年4月1日起，铁路停用“A”字头车次。
2014年底至今，中国铁路已基本不再使用“L”字头作为临客车次，而是在现有列车等级中划分专门号段用于临客，大致包括：
- 跨局：G4001-G4998、D4001-D4998、Z4001-Z4998、T3001-T3998、K4001-K4998、3001-3998
- 管内：G9001-G9998、D9001-D9998、Z9001-Z9998、T4001-T4998、K5001-K6998
- 城际：C9001-C9998

#### （S开头）市郊旅客列车
2011年7月1日，北京市郊铁路S2线所运行的车次由Y字头变更为S字头，自此在全国范围内启用S字头车次。“S”为英文Suburban（意为市郊）的首字母，同时也是中文“市郊”（Shìjiāo）的拼音首字母。目前使用这一字头车次开行市郊列车的城市有北京、天津、上海、阳泉、宁波、绍兴、连云港、海口等。2021年1月28日起，长株潭城际铁路本线车次改用“S”字头。“S”读“市”或“市郊”。

#### （普快）普通旅客快车

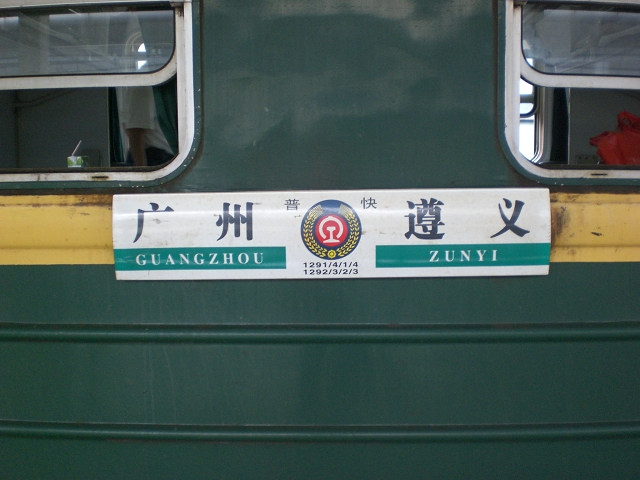
1291次普快列车，后升级为快速列车，现已停运

普快列车沿途停靠的车站数量比快速列车更多，一般来说除了停靠线路上所有地级市和以上级别城市的车站，也停靠不少縣級市车站，最高速度为“120km/h”。目前，1、2字头列车已极为罕见，3字头临客偶有开行。
车次总范围为1001—5998，其中
- 1001—1998 跨三局及以上图定列车，目前仅存1461/2次（北京—上海）
- 2001—2998 跨两局图定列车，目前仅存2635/6次（呼和浩特—兰州）
- 3001—3998 跨局临时旅客列车
- 4001—5998 管内图定列车
  - 哈局 4001—4198，现开行对数较多
  - 沈局 4201—4398，现开行9对
  - 京局 4401—4498，现开行1对：4471/4、4473/2次
  - 太局 4601—4648，现开行6对
  - 呼局 4651—4698，现开行1对：4652/3、4654/1次
  - 郑局 4701—4798，现开行1对
  - 武局 4801—4898
  - 西局 4901—4998
  - 济局 5001—5050，现开行4对
  - 上局 5051—5198
  - 南局 5201—5298
  - 广局 5301—5498，曾开行：5365/6次等
  - 宁局 5501—5548，现开行1对
  - 成局 5551—5648，现开行9对
  - 昆局 5651—5698，现开行1对
  - 兰局
  - 乌局 5801—5848，现开行2对
  - 青藏

2015年起，在部分往年惯常安排运行的L字头临客的基础上，3字头普快开始取而代之并参与到繁忙的春运运输过程当中，继承此前的运行线，运行范围涵盖京广、京九、京沪和陇海等干线，覆盖京津冀、长三角、珠三角及成渝地区，便于应对春节期间突发的高密度客流往来。担当临客客运乘务的工作人员平日主业多不在此，视当年具体任务安排划分，包括机务、货运、电务、路局机关及其他铁路运输支持部门等均有可能被抽调参与其中。

#### （普客）普通旅客列车

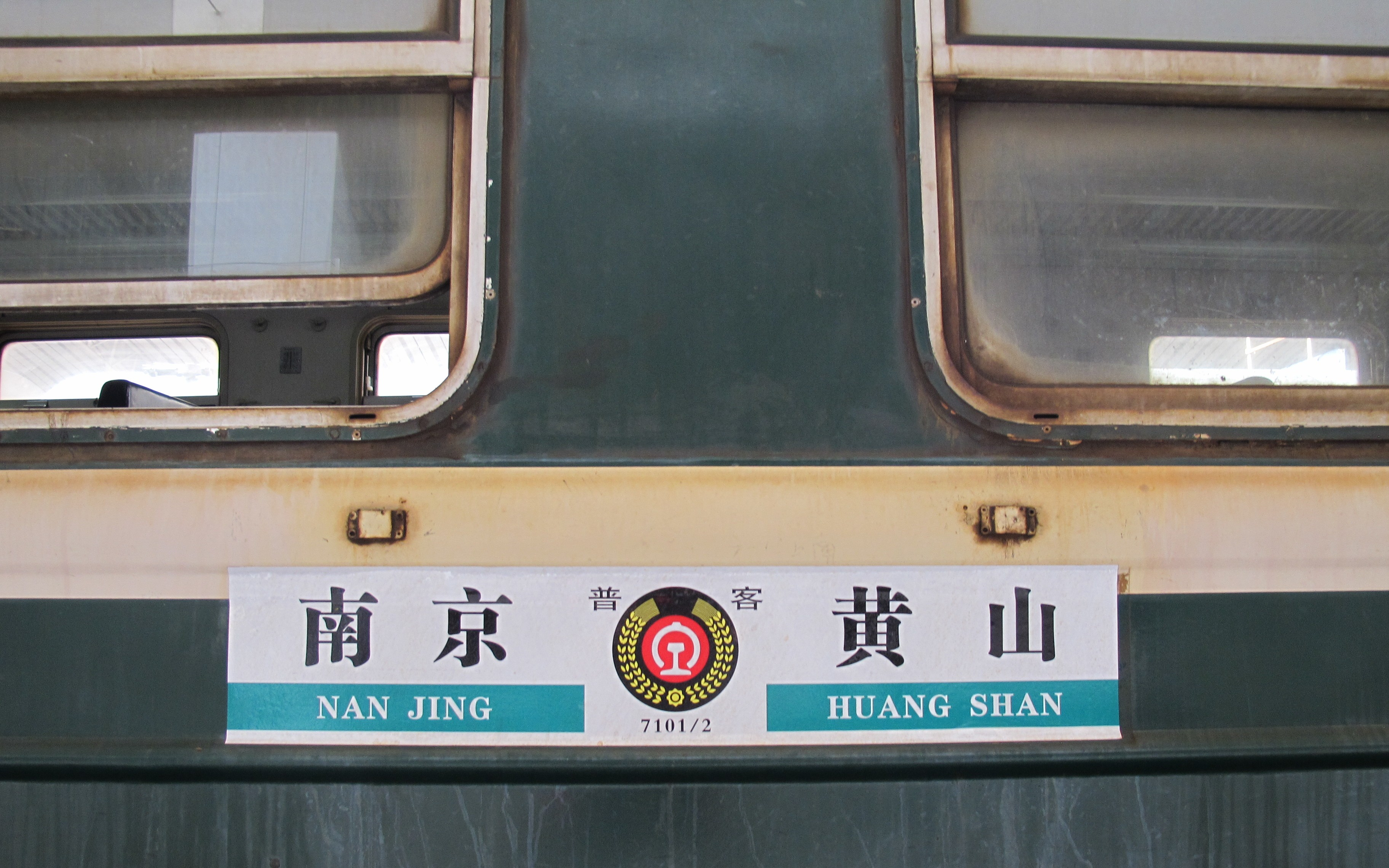
已停运的7101/7102次普客列车，今8467/8468/8470次

普客列车一般全程停靠沿途大部分车站，基本上「站站停」（被铁路迷戏称为“站站乐”），而且票价低廉、相较公路客运时刻及运行时间均有章可循、遇冰冻雨雪天气则更体现着突出的稳定性，很受开行沿途乘客的喜爱。
车次总范围为6001—7598，其中：
- 跨局 6001—6198，现武、京、太、呼、兰、昆局各开行1对，西局开行3对，合计9对，均为60字头。
- 管內 6201—7598
  - 哈局 6201—6298，现开行车次较多。（因此，哈局普客列车一度曾使用6601/2、6957/8、6967/8等号段外车次）
  - 沈局 6301—6398，已全数升级为4字头普快列车。
  - 京局 6401—6498，现开行7对。
  - 太局 6801—6848，已全数改为8字头通勤列车，但仍对外办理客运营业。
  - 呼局 6851—6898，现开行4对。
  - 郑局 6901—6948
  - 武局 6951—6998
  - 西局 7001—7048，现开行3对。
  - 济局 7051—7098，现开行7053/4次（泰山—淄博）1对。
  - 上局 7101—7198
  - 南局 7201—7248
  - 广局 7251—7298，现使用10个车次开行4组交路，均在湖南省中西部地区。
  - 宁局 7301—7398
  - 成局 7401—7448
  - 昆局 7451—7498，现开行2对。
  - 兰局 7501—7548，现开行车次较多。
  - 乌局 7551—7580，现开行7558/5、7556/7次（和田—乌鲁木齐）1对。
  - 青藏 7581—7598，现开行2对。

部分仍在运行的知名车次：
- 西局 6063/6064次列车（宝鸡—广元）：翻越秦岭、串联起宝成线北段各小站的铁路“公交车”，为沿途学童设有通学车厢。
- 哈局 6245/6246次列车（加格达奇—古莲）：全程在高寒高纬度地区运行，可通达至国家铁路网的最北端。
- 京局 6437/6438次列车（北京西—大涧）：北京地区仅有的两对普客列车之一（另一对为通州西至承德的6419/20次），途径十渡、野三坡百里峡等景点，票价低廉，适合前往上述景点旅游的乘客乘坐。

然而不少铁路局集团公司认为开行普客列车产生亏损，如在上海铁路局，对外办理旅客营业的普客列车在除春运外的平日已经全部停运；呼和浩特铁路局、西安铁路局、济南铁路局、广州铁路集团、昆明铁路局、乌鲁木齐铁路局、青藏铁路公司等铁路局集团公司只保留1-4对普客列车。

#### 通勤列车
通常用于铁路职工和周邊居民上下班，列车「站站停」。车次范围为7601-8998，均为管内列车。多数情况下该类列车亦被划分为普通旅客列车，与路用通勤列车区分。

#### 其它特殊车次

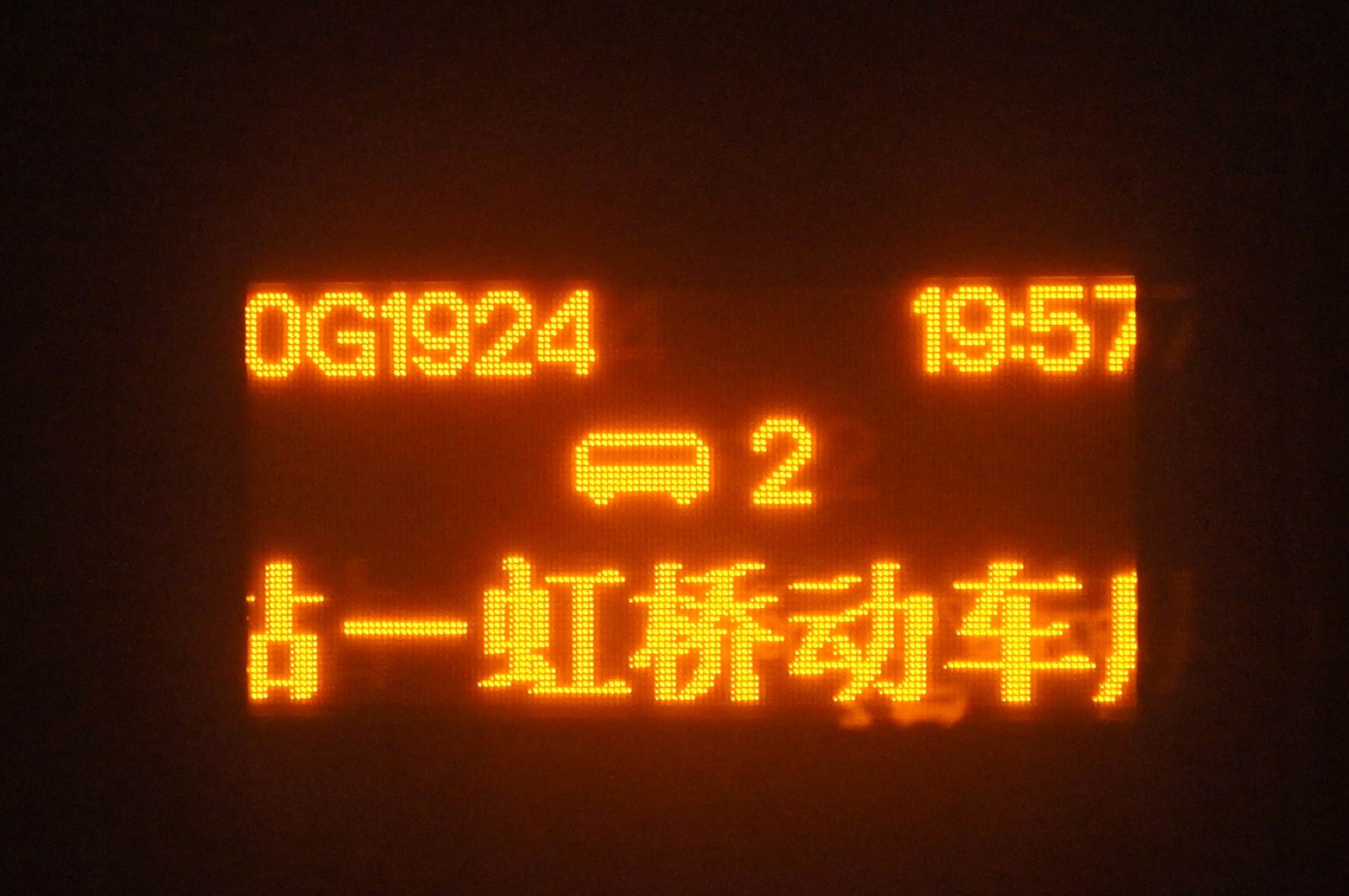
由上海虹桥站开往虹桥动车所的0G1924次列车，系在G1924次列车前加0而成

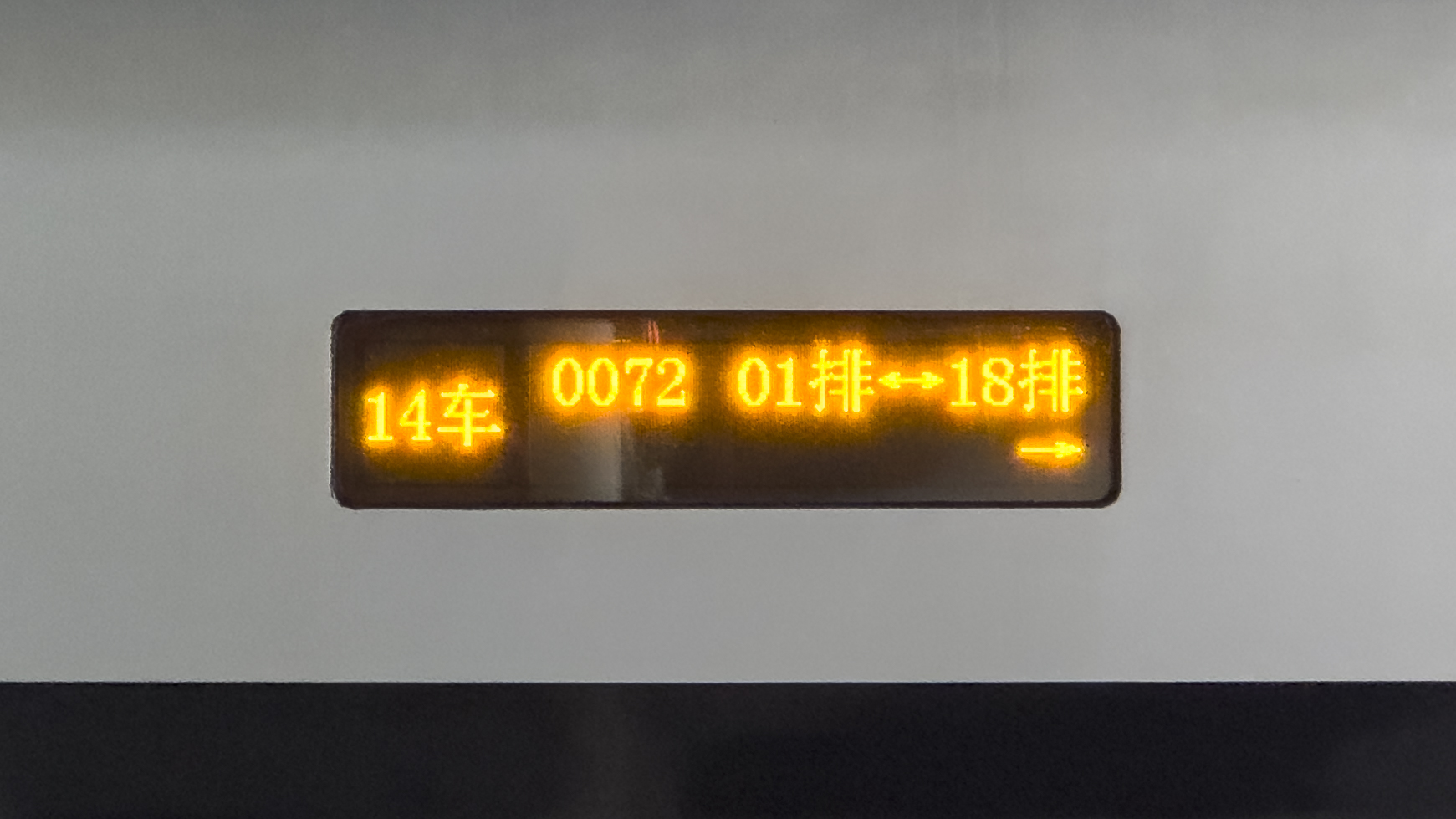
停靠在深圳北站的0072次热备列车

- Q1（青1）次（格爾木→拉薩）：为2006年7月1日在格爾木和拉薩同時舉行通車慶典首發列車，至今再沒有Q字頭班次。而京九、沪九直通车有时为了在售票系统中区别也会使用Q97/8、Q99/100的车次，但实际运营时仍然使用“T”字头（改成Z字头后售票系统中也同时改为P字头）。近年来，铁路部门亦使用Q作为“抢”字头，向各地震灾区开行了救灾物资运送专列，一路优先放行。
- J2（藏2）次（拉薩→格爾木）：为2006年7月1日在格爾木和拉薩同時舉行通車慶典首發列車。
- J1-J41（救1-救41）次：为转移2008年汶川大地震中四川灾区大量伤者到全国其它城市治疗，而在2008年5月17日至6月1日间开行从成都、绵阳、德阳、广元发往北京、厦门、洛阳、西安、常州、扬州、南通、杭州、长沙、武汉等地的救援列车，完成了中华人民共和国建国以来最大规模的铁路转伤员工作[12]。
- 转义字母开头的列车：铁路调图前后若同一天某车站到发同一车次列车两次，则更改其中一趟的首字母以做区分，K开头列车对应的转义字母为W、T为Q、Z为P、D为I，而纯数字车次的列车则用转义字母替代其中一个车次之第一个数字，1字头对应V、2对应B、4对应U、5对应X。如2025年1月调图中，4日21:40从昆明发出的K692次列车于5日的0:31到达宣威，而5日起该列车提前至20:06始发，当日23:16即到达宣威，导致有两趟K692次列车在1月5日停靠宣威，则0:31到达者在该站的车次变更为W692[13]。
- 试运转列车：车次范围为55001-55998。
- 路用列车：车次范围为57001-57998，一般只用於鐵路職工通勤，也可以是客貨混編。一般在车站不售票，路外旅客上车后补票。
- 回送出入厂客车车底：车次范围为001-00298。
- 回送图定空车车底：车次前加0。
- 因故折返旅客列车：车次前加F，念法为「返X次」。
- 国际联运列车一般使用两位数或三位数字的车次，部分为K字头列车，极少数为D、Z、T字头列车，也有使用四位数字的。

## 货物列车
以下货物列车等级自2014年12月10日起执行。

### X字头列车

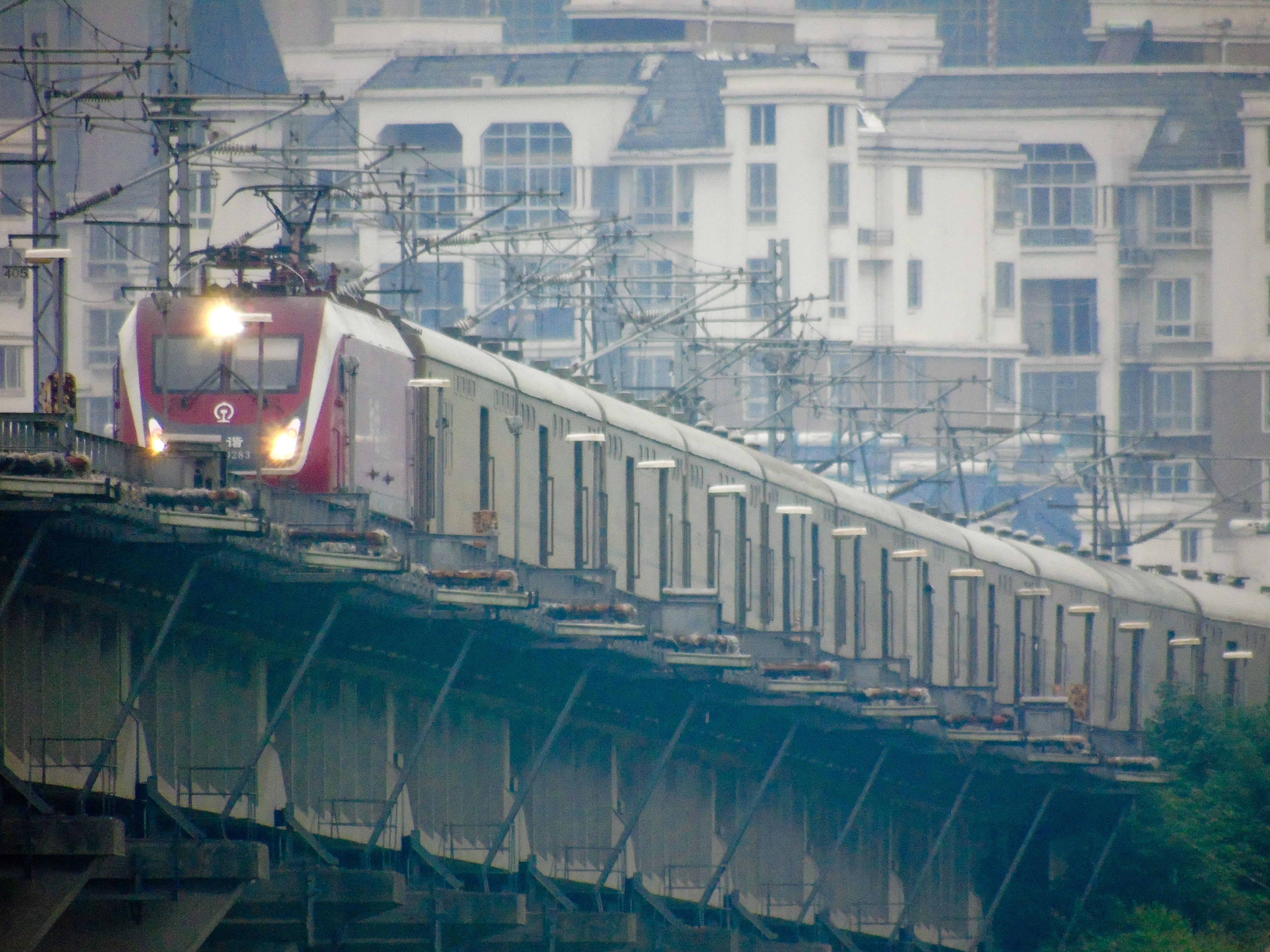
北京来往上海的X105次列车驶经京沪铁路蚌埠段

- 行邮特快专列采用X1-X198的车次，使用XL25T型行李车，速度标尺为140-160km/h。
- 行包快运专列采用X201-X398的车次，使用P65、PB型棚车，速度标尺为120km/h。
- 货物快运列车,直通使用X2041-X2998次，管内使用X401-X998次，速度标尺为120km/h。
- 中欧、中亚集装箱班列、水铁联运班列，车次范围为X8001-X9998。具体为：中欧、中亚集装箱班列为X8001-X8998；中亚集装箱为X9001-X9500；水铁联运为X9501-X9998。
- 另外，各铁路局的零散货物车辆，可挂入直达、直通、区段货物列车中。挂有装运跨局零散货物快运车辆的列车，在基本车次前加字母“X”，如：X28002次。
- “X”读“行”或“行包”。

### 其他货物列车
1. 普快货物班列（80001－81998）
2. 煤炭直达列车（82001－84998）
3. 石油直达列车（85001－85998）
4. 始发直达列车（86001－86998）：由一个发货人或数个发货人在一个或数个车站装车，通过一个或一个以上的编组站或指定的区段不改编，到达同一卸车站或根据编组计划规定的解体站或同一区段内几个卸车站的货物列车。更进一步，还可细分为狭义的始发直达列车与阶梯直达列车。狭义的始发直达列车是在一个车站装车后组成的直达列车。在同一区段或相邻区段的几个站装车卸车的直达列车称为阶梯直达列车。
5. 空车直达列车（87001－87998）：在一个或数个卸车站，或者在技术站由空车编组而成的直达列车。
6. 技术直达列车（10001－19998）：在某个技术站，把到达站相同或者在同一区段内的货车集结编组，途中至少通过一个编组站不改编的货物列车。
7. 直通货物列车（20001－29998）：在技术站编组并通过一个及其以上区段站不进行改编作业的货运列车。
8. 区段货物列车（30001－39998）：在技术站编组并到达相邻技术站，在两个相邻技术站的区段内的中间站不进行摘挂作业的列车，称为区段列车。
9. 摘挂列车（40001－44998）：在技术站编组并在邻接区段内的中间站进行摘挂作业的列车，称为摘挂列车。只在指定的几个中间站进行摘挂作业的列车称为重点摘挂列车；附挂有沿途零担车的摘挂列车称为沿零摘挂列车。
10. 小运转列车（45001－49998）：在技术站和邻接区段规定范围内的几个车站间开行的列车称为区段小运转列车。在枢纽内各站间开行的列车称为枢纽小运转列车。二者统称为小运转列车。
11. 重载货物列车（71001－72998）
12. 自备车列车（60001－69998）
13. 超限货物列车（70001－70998）
14. 保温列车（78001－78998）

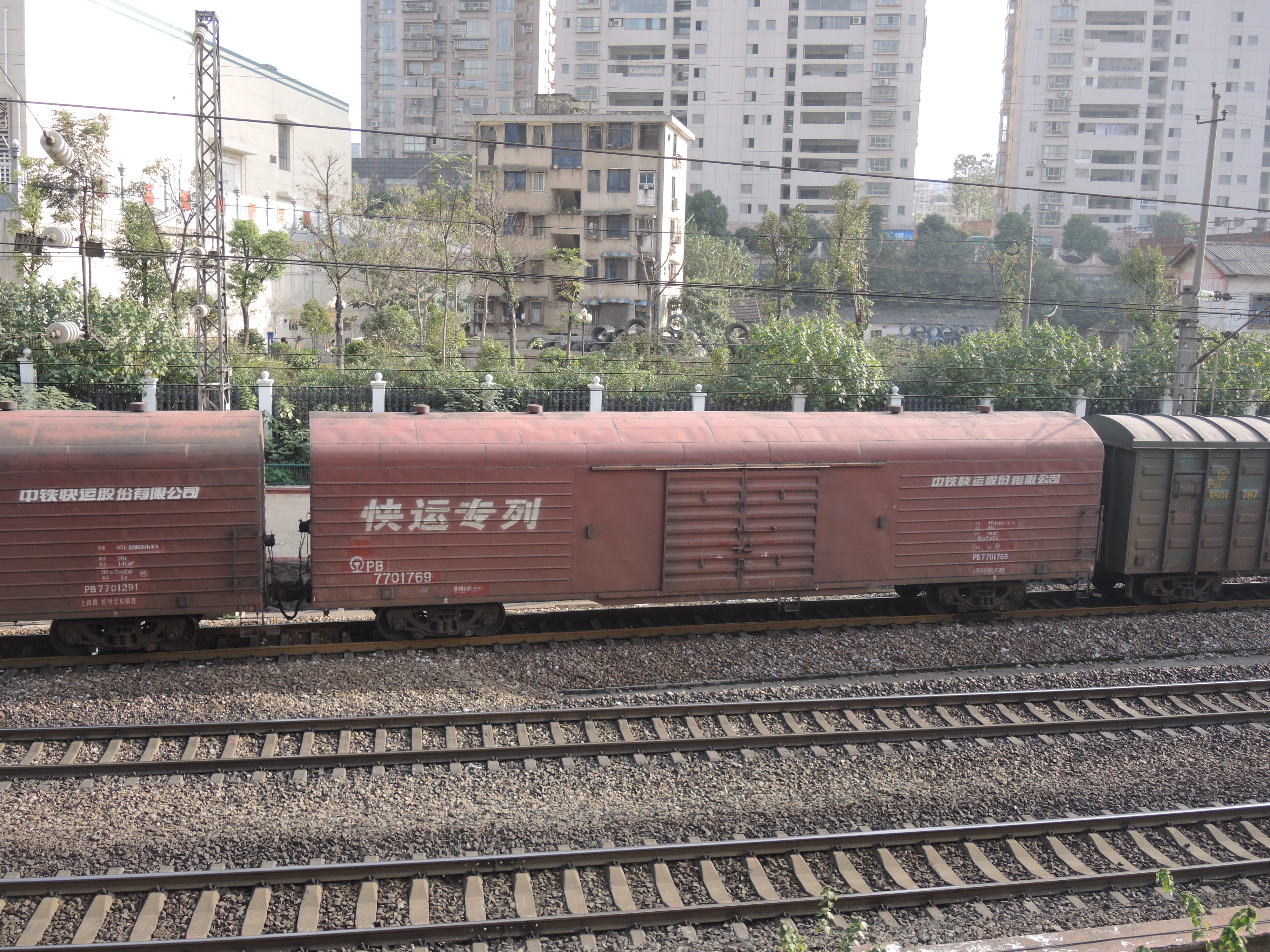
PB型篷车运用于行包快运专列中
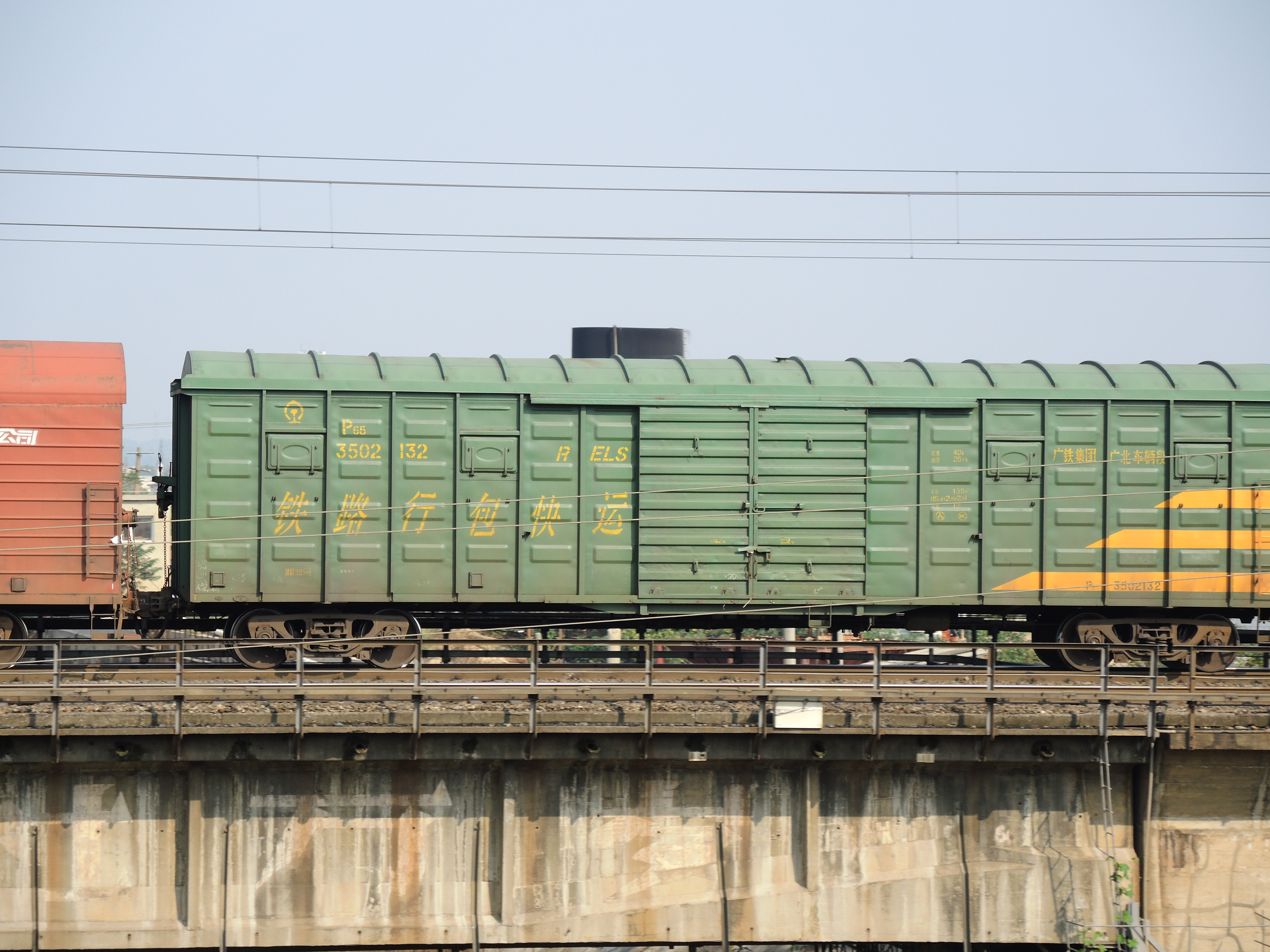
P65型篷车
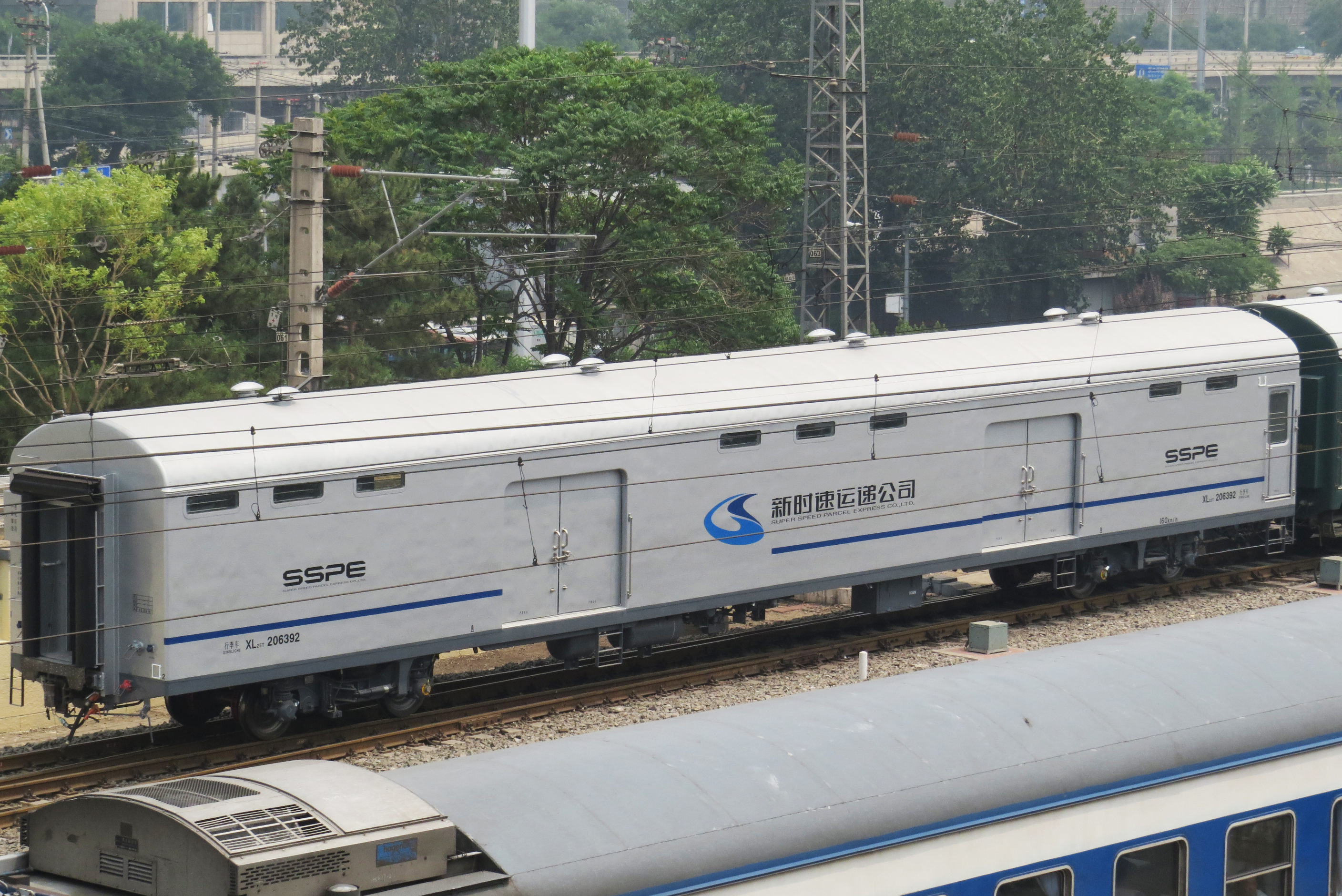
用于行邮特快专列的银色XL25T型行李车
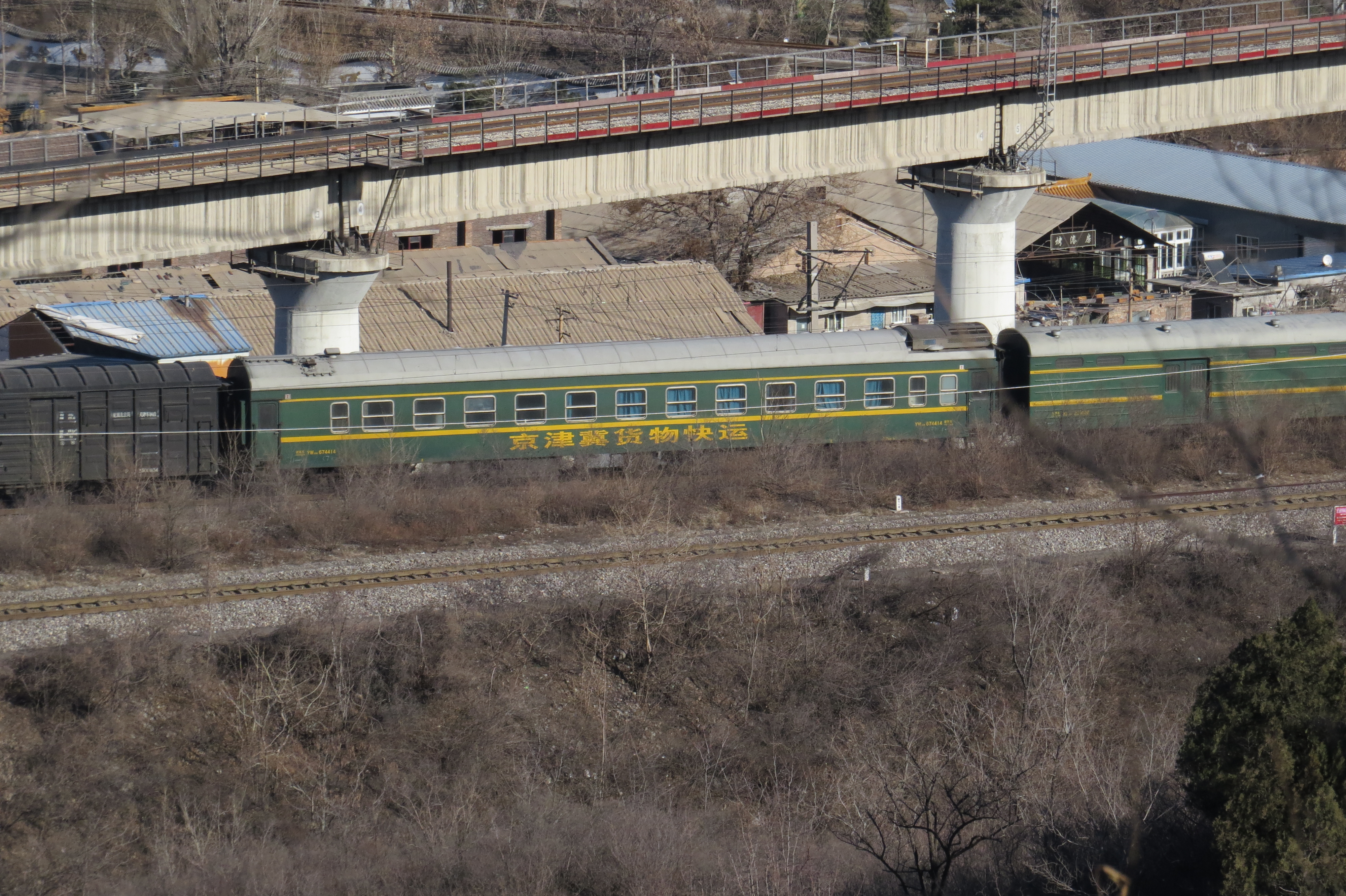
京津冀货物快运列车的YW25B型宿营车

## 单机和路用列车
以下列车等级自2014年12月10日起执行。
- 单机列车车次范围为50001---52998，其中客车单机50001---50998；货车单机51001---51998；小运转单机52001---52998。
- 补机列车车次范围为53001---54998。
- 试运转列车车次范围为55001---55998，其中普通客货列车55001---55300；300km/h以上动车组55301---55500；250km/h动车组为55501---55998。
- 轻油动车、轨道车车次范围为56001---56998。
- 路用列车车次范围为57001---57998，专为运送铁路自用物资、设备、人员的列车。
- 救援列车车次范围为58101---58998。
- 动车组检测、确认列车车次范围为DJ1---DJ8998。动车组检测列车中，300km/h检测列车车次范围直通为DJ1---DJ400，管内为DJ401---DJ1998；250km/h检测列车车次范围直通为DJ1001---DJ1400，管内为DJ1401---DJ1998。动车组确认列车车次，直通范围为DJ5001---DJ6998，管内范围为DJ7001---DJ8998。“DJ”读“动检”。

## 军用列车
有关规定：客车10辆，或代客车20辆，或人员与物资车混编20辆者，均可开行军用人员列车；物资车40辆者，可开行军用物资列车。军用列车等级通常高于货物列车，低于旅客列车，并统一规定军用车次：90001-91998。